# عنکبوت‌ماهی مدیترانه
عنکبوت‌ماهی مدیترانه (نام علمی: Bathypterois dubius) نام یک گونه از لوله‌سانان در تیره ماهیان سه‌پای ژرفا است.
این ماهی در شرق اقیانوس اطلس، همچنین در دریای مدیترانه و شمال‌باختر اقیانوس اطلس یافت می‌شود.
مانند سایر گونه‌های این تیره، عنکبوت‌ماهی مدیترانه‌ای نرماده است. این ماهی رفتاری منزوی دارد و از صاریغ‌میگوسانان و پاروپایان تغذیه می‌کند. طول آن به ۲۰٫۵ سانتیمتر (۸٫۱ اینچ) اندازه‌گیری ماهی می‌رسد.

## نام
نام «لمس‌گر کشاله با پوزه‌چه» (به انگلیسی: snoutlet crotchfeeler) را دی. ئی. مک‌آلیستر در کتاب سال ۱۹۹۰ خود با عنوان فهرست ماهیان کانادا وضع کرد. این نام یکی از چندین نام رایجی است که او در آن کتاب ابداع کرده‌است (فرانسوی: cran-tactile à muselet). این نام‌های رایج بعداً در کتاب دایرةالمعارف ماهیان کانادا نوشتهٔ برایان دبلیو. کود نیز به‌کار رفت. در مرور کتاب کود، ارلینگ هولم یادآور شد که بسیاری از نام‌هایی که مک‌آلیستر ابداع کرده‌است، با استانداردهای تعیین‌شده توسط رابینز و همکارانش تفاوت زیادی دارد؛ استانداردهایی که به‌طور گسترده پذیرفته‌شده‌اند و توسط «کمیتهٔ نام‌گذاری ماهیان» ترویج می‌شوند. در خصوص نام‌گذاری ماهیان ژرف‌زی که احتمال استفادهٔ روزمره از آن‌ها بسیار اندک است، هولم این نام‌ها را «بیش از حد پیچیده، به‌راحتی اشتباه‌نویسی‌شونده یا به‌طور کلی نامناسب» توصیف کرد؛ و به‌ویژه دربارهٔ نام "snoutlet crotchfeeler" نظر داد که این نام «با اصول خوش‌سلیقگی ناسازگار است».